# Kadene Vassell
Pour les articles homonymes, voir Vassell.
Kadene Vassell (née le 29 janvier 1989 dans la paroisse de Saint-Thomas) est une athlète néerlandaise d'origine jamaïcaine spécialiste du sprint. Elle mesure 1,71 m pour 58 kg.

## Biographie

### Palmarès
| Date | Compétition                   | Lieu     | Résultat | Épreuve   | Performance  |
| ---- | ----------------------------- | -------- | -------- | --------- | ------------ |
| 2007 | Championnats d'Europe juniors | Hengelo  | —        | 4 x 100 m | DSQ          |
| 2012 | Championnats d'Europe         | Helsinki | 2e       | 4 x 100 m | 42 s 80 (NR) |

### Records
| Épreuve    | Performance | Lieu   | Date         |
| ---------- | ----------- | ------ | ------------ |
| 100 mètres | 11 s 98     | Leyde  | 14 juin 2008 |
| 200 mètres | 23 s 49     | Genève | 2 juin 2012  |